# Ein Mord erster Klasse
Ein Mord erster Klasse (engl. Originaltitel: A Murder of Quality) ist die deutschsprachige Ausgabe des 1962 erschienenen zweiten Romans von John le Carré. Die deutsche Übersetzung von Hans Bütow erschien 1966.

## Inhalt
George Smiley wird von Ailsa Brimley, einer Kollegin aus Kriegszeiten, inzwischen Herausgeberin der kleinen Zeitschrift Christliche Stimme, gebeten, einer Morddrohung am Elite-College Carne nachzugehen. Stella Rode, Ehefrau eines der Carne-Lehrer und langjährige Abonnentin der Christlichen Stimme, hatte in einem Brief an die Redaktion darauf hingewiesen, dass ihr Mann sie ermorden wolle. („Ich bin nicht verrückt, und ich weiß, dass mein Mann versucht, mich zu töten.“)
Im Telefonat mit Terence Fielding, der rangältester Internatsleiter in Carne ist und kurz vor der Pensionierung steht, und mit dessen Bruder Smiley im Krieg beim Geheimdienst zusammengearbeitet hatte, erfährt Smiley, dass Stella Rode bereits ermordet wurde. Er fährt nach Carne, es ist Winter, das Internat ist tief verschneit, und Smiley mietet sich im Hotel Sawley Arms ein. Er sucht zuerst Inspektor Rigby auf, der mit dem Fall Rode beauftragt ist und mit dem er sich sofort gut versteht. Rigby schildert die bis dahin bekannten Fakten: Die Rodes seien nach einem Abendessen bei Fielding gemeinsam auf dem Heimweg gewesen, als Mr. Rode noch einmal zu Fielding zurückkehrte, um eine vergessene Aktenmappe zu holen. Als er an seinem Haus eintraf, fand er nach seiner eigenen Angabe Stella brutal ermordet auf. Die forensischen Hinweise seien höchst verwirrend, so scheinen die Fußabdrücke des Täters im Schnee nur zum Haus hinzuführen, nicht aber davon weg und die Mordwaffe sei mehrere Kilometer entfernt entdeckt worden. Einige Hinweise deuteten aber auf die „verrückte Janie“, eine geistig verwirrte Dame, die allein in einer alten Kirche lebt.
Smiley stellt bei Gesprächen mit anderen Lehrern sehr schnell fest, dass das Internat von Snobismus, Hochmut und sozialer Distinktion geprägt ist. Alter Traditionsgeist und klassische Kirchenriten werden strikt aufrechterhalten, ein Teil des Lehrkörpers wehrt sich vehement gegen Neuerungen. Stella Rode weigerte sich, sich an die elitären Traditionen des Internats anzupassen, und besuchte ihrer Konfession treu die schlichte Methodistenkirche im Ort an Stelle der Schulgottesdienste. Da sie mit ihrem Verhalten die Karriere ihres Mannes riskierte, wird dieser zum zweiten Verdächtigen.
Mit Smileys Hilfe kann die Polizei Janie festnehmen, die allerdings nur sehr wirre Angaben zur Tatnacht macht. Dann wird ein Schüler des Internats tot aufgefunden, offenbar verunfallt und Smiley kann die blutverschmutzte Kleidung des Mörders aufstöbern. Alles deutet jetzt auf Mr. Rode als Täter hin. Der tote Junge scheint sich am Tag des Mordes an eben jener Aktentasche, für die Rode zu Fieldings Haus zurückgekehrt war, vergriffen zu haben, um seine gerade geschriebene Prüfungsarbeit zu verbessern. Er hätte somit die in der Tasche bereits enthaltene Mordwaffe gesehen haben können. Fielding sagt daraufhin aus, er selbst habe die Prüfung aus Zuneigung zu dem Jungen verbessert und dabei auch die spätere Mordwaffe gesehen.
Das Blatt wendet sich jedoch komplett, als Rode Smiley den wahren Charakter seiner Frau schildert. Stella sei nur oberflächlich freundlich, hilfsbereit und bescheiden gewesen. Tatsächlich habe sie Klatsch über alle Leute im Dorf und an der Schule gesammelt und diese mit ihrem Wissen malträtiert. Die Polizei findet heraus, dass Fieldings Aussage nicht der Wahrheit entsprechen kann. Zum Schluss gesteht Fielding, dass er von Stella Rode wegen einer vergangenen Straftat erpresst wurde – ein homosexueller oder pädophiler Hintergrund wird nur angedeutet. Er sei den Rodes am fraglichen Abend heimlich zu deren Haus gefolgt, habe die zurückgelassene Stella umgebracht und sei dann in höchster Eile zu seinem Haus, um vor Mr. Rode wieder dort einzutreffen und ihm die zurückgehaltene Tasche aushändigen zu können. Der von ihm ermordete Junge habe die Tasche tatsächlich selbst geöffnet und hätte somit Fieldings Aussage gegen Rode bezüglich der in der Tasche versteckten Mordwaffe widerlegen können.

## Smiley
Obwohl George Smiley, der ehemalige Agent des britischen Secret Intelligence Service, auch in Le Carrés zweitem Roman die zentrale Rolle spielt, handelt es sich hier nicht um einen Spionage-, sondern um einen Kriminalroman mit einem klassischen Whodunit. Smiley scheint sich im Ruhestand zu befinden, lebt in der Bywater Street im Londoner Stadtteil Chelsea und übernimmt in diesem Roman die Rolle eines Detektivs. Die Tatsache, dass seine geschiedene Ehefrau, die ihn wegen eines kubanischen Rennfahrers verlassen hatte, aus Carne stammte, bringt ihm hier und da milden Spott ein.
Smiley wird im Laufe des Romans von zwei Parteien beschrieben: – von Ailsa Brimley: „Sie hatte ihn als den vergesslichsten Mann in Erinnerung, der ihr je begegnet war; kurz und plump, mit dicker Brille und sich lichtendem Haar, war er auf den ersten Blick der Prototyp eines erfolglosen Junggesellen mittleren Alters mit einer sitzenden Beschäftigung. Seine angeborene Schüchternheit in den meisten praktischen Angelegenheiten spiegelte sich in seiner Kleidung wider, die teuer und unzweckmäßig war, denn er war Wachs in den Händen seines Schneiders, der ihn ausraubte.“ – von Inspector Rigby bzw. dessen Mitarbeiter: „Sieht aus wie ein Frosch, zieht sich an wie ein Buchmacher und hat einen Verstand, für den ich meine Augen hergäbe ... Gedrungen und stämmig, runde Brille mit dicken Gläsern, die seine Augen vergrößerten. Und seine Kleider waren eigenartig. Teuer wohlgemerkt, das konnte man sehen. Aber seine Jacke schien zu drapieren, wo gar kein Platz für Drapierung war.“

## Verfilmung
- 1991 A Murder of Quality (deutscher Titel: Der Mörder mit den Silberflügeln); englischer Fernsehfilm, produziert von Thames Television; Regie: Gavin Millar, mit Denholm Elliott als Smiley sowie Glenda Jackson, Billie Whitelaw, Joss Ackland, Moray Watson, David Threlfall und Christian Bale.

## Ausgaben
- 1966 Erstausgabe, dt. von Hans Bütow; Zsolnay, Wien/Hamburg 1966.
- 1969 Taschenbuch, rororo 1120. Rowohlt, Reinbek bei Hamburg 1969, ISBN 3-499-11120-9
- 1984 Taschenbuch, Bastei-Lübbe-Taschenbuch 10454. Lübbe, Bergisch Gladbach 1984, ISBN 3-404-10454-4
- 1990 Taschenbuch, München: Heyne, Heyne-Bücher 8052, ISBN 3-453-04177-1
- 1995 Taschenbuch, Zsolnay, Wien 1995, ISBN 3-552-04712-3
- 1997 Taschenbuch, dtv, München 1997, ISBN 3-423-20084-7
- 1999 kartoniert, Bechtermünz, Augsburg 1999, ISBN 3-8289-6734-5
- 2004 Taschenbuch, List-Taschenbuch 60483. List, Berlin 2004, ISBN 3-548-60483-8
- 2005 gebunden (im Rahmen der Gesamtausgabe), List, Berlin 2005, ISBN 3-471-79529-4